# Nhà thờ Santa Maria delle Grazie (Milano)

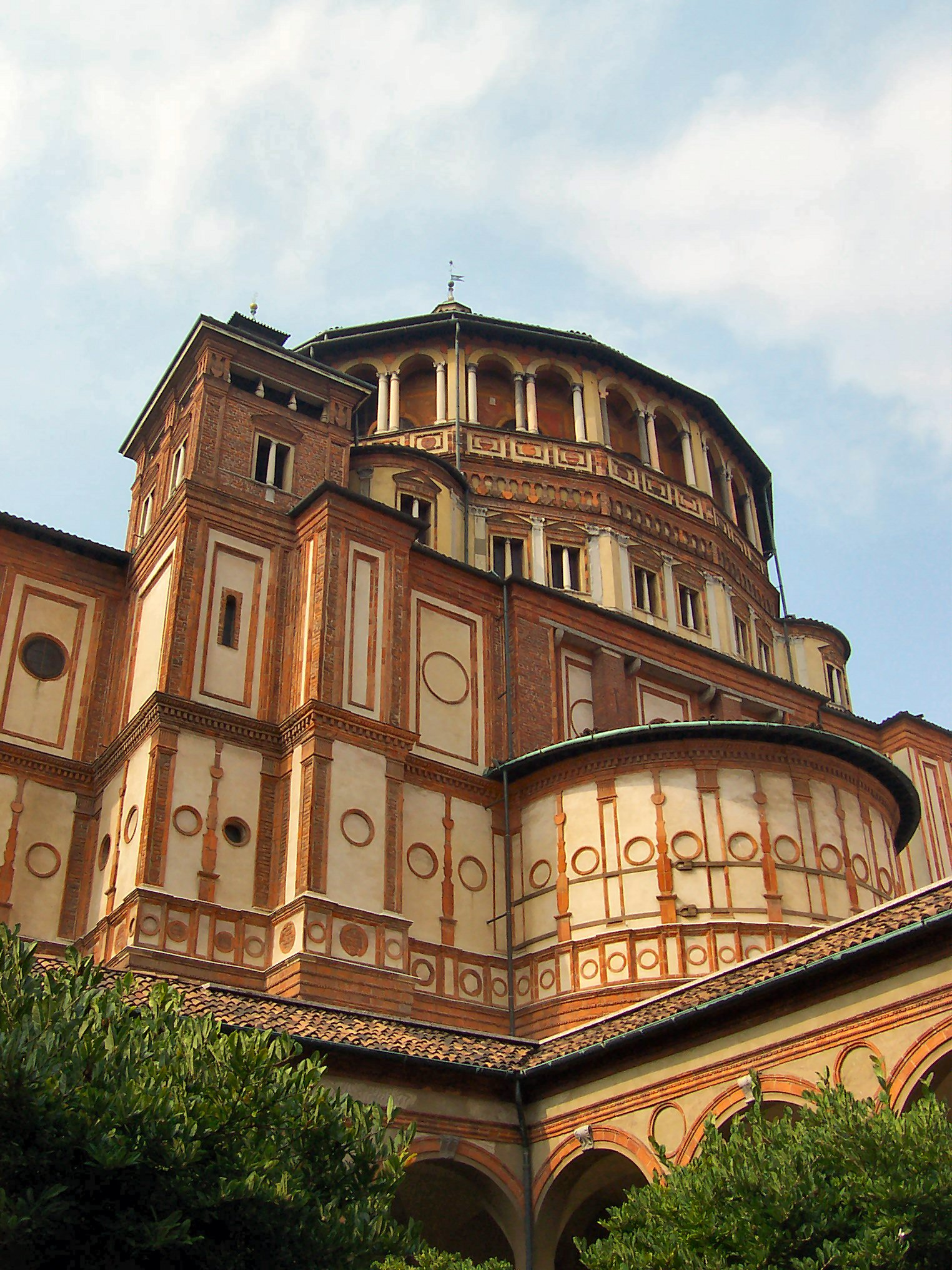
Hậu cung nhà thờ do Bramante xây dựng

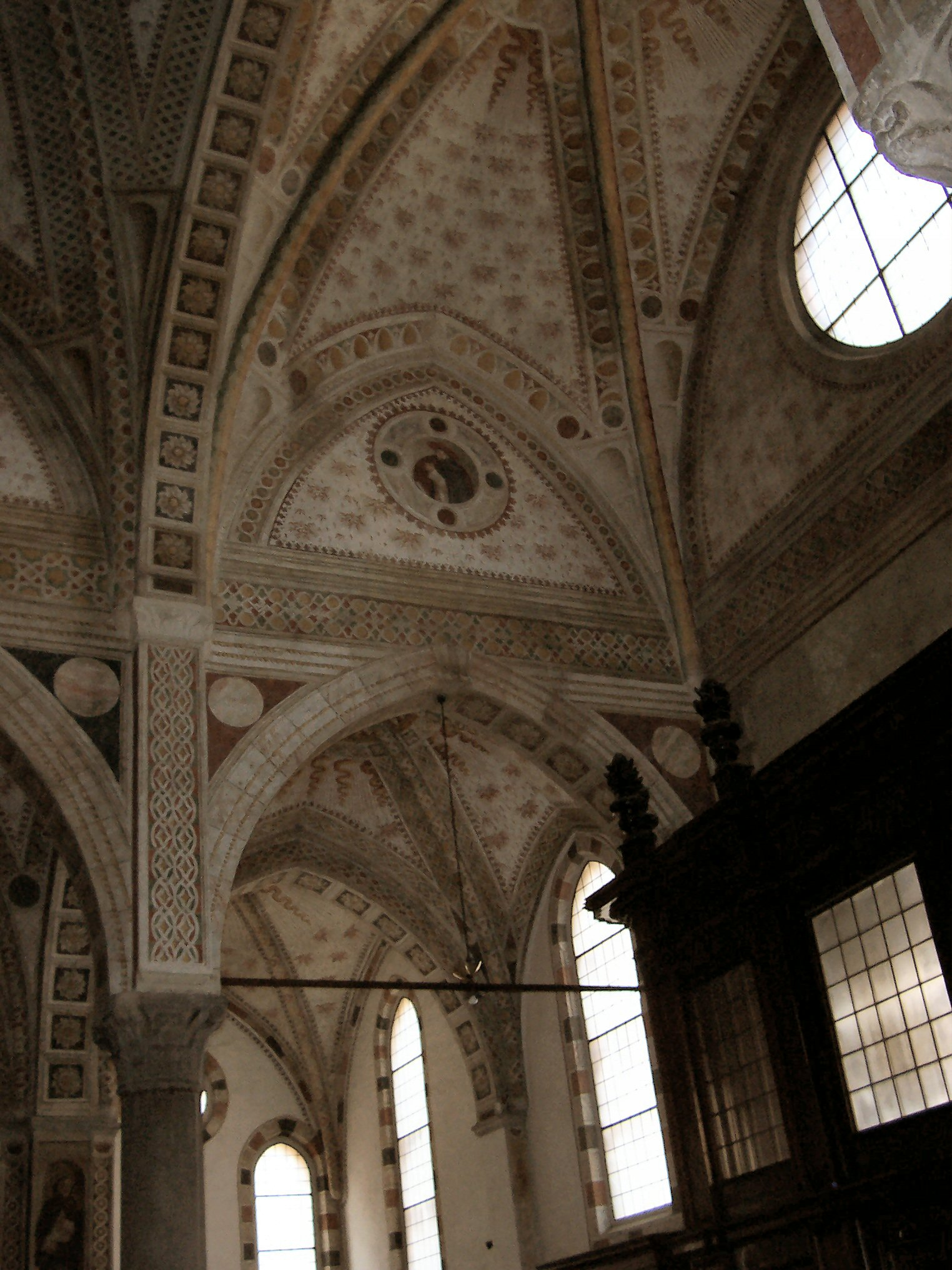
Gian giữa nhà thờ theo kiến trúc Gothic.

Santa Maria delle Grazie (nghĩa là "Thánh Maria Ban Ơn") gồm một nhà thờ và tu viện của Dòng Đa Minh ở Milano, đã được UNESCO công nhận là Di sản thế giới từ năm 1980. Tu viện này cũng nổi tiếng về bức tranh tường Bữa ăn tối cuối cùng do Leonardo da Vinci vẽ trên tường Phòng ăn tập thể của tu viện.

## Lịch sử
Công tước Francesco I Sforza của Milano đã ra lệnh xây một tu viện và nhà thờ cho dòng Đa Minh tại nơi đã có sẵn một nguyện đường nhỏ dâng kính Đức Mẹ Ban Ơn, do kiến trúc sư Guiniforte Solari thiết kế. Tu viện được xây dựng hoàn tất năm 1469, trong khi nhà thờ còn kéo dài một thời gian nữa. Nhà thờ được hoàn thành khoảng giữa năm 1472 tới 1482 và được cung hiến cho Đức Mẹ ban ơn (Santa Maria delle Grazie).
 Bên trong gồm có 3 gian dọc, ngăn cách bởi các cột bằng đá granite với mũ cột kiểu Corinthe».
Vị công tước mới Ludovico Sforza quyết định dùng nhà thờ này làm nơi an táng các người trong gia đình mình, và cho xây lại hành lang cùng hậu cung của nhà thờ kể cả gian cung thánh và cánh ngang, vào năm 1492. Vòm bát úp có đường kính là 20 m, và cao 40 m. Vợ của công tước Ludovico là Beatrice đã được chôn ở nhà thờ này năm 1497.
Hâu cung của nhà thờ này được rất nhiều người tin là do kiến trúc sư Donato Bramante thực hiện. Tuy không có bằng chứng xác thực, nhưng Donato Bramante có sống tại Milano trong khoảng thời gian này. Ông ta được kể là có đóng góp vào việc xây dựng nhà thờ. Giữa năm 1886 và 1895, có 1 cuộc trùng tu do Luca Beltrami điều khiển (ông ta cũng là người trùng tu lâu đài Castello Sforzesco).

## Chiến tranh thế giới thứ hai
Đêm 15.8.1943, các máy bay của quân đội Hoa Kỳ và Anh đã ném bom trúng nhà thờ và tu viện này. Phần lớn Phòng ăn tập thể của tu viện đã bị phá hủy, nhưng còn sót lại vài bức tường, trong đó có bức tường mang bức tranh nổi tiếng "Bữa ăn tối cuối cùng" của Leonardo da Vinci, được che bằng các bao cát.